# 舎人娘子
舎人娘子（とねりのおとめ、生没年不詳）は、飛鳥時代の女官・歌人。舎人氏出身と考えられる。
大宝2年（702年）、持統上皇の三河行幸に従駕した（『万葉集』1-61）。また、舎人親王（天武天皇皇子）との相聞歌を贈答している（『万葉集』2-118）。『万葉集』に3首の歌が載る。
- 大夫がさつ矢手挟み立ち向ひ射る円方は見るにさやけし（万葉集1-61）

「（大宝）二年壬寅、太上天皇（=持統上皇）、三河の国に幸す時の歌」との詞書がある。
- 嘆きつつ大夫の恋ふれこそ我が結ふ髪のひちてぬれけれ（万葉集2-118）

舎人親王の「ますらをや片恋せむと嘆けども醜のますらをなほ恋ひにけり」という歌に対する返歌。
- 大口の真神の原に降る雪はいたくな降りそ家もあらなくに（万葉集8-1636）

「舎人娘子が雪の歌一首」との詞書がある。